# Cuphea hookeriana
Cuphea hookeriana är en fackelblomsväxtart som beskrevs av Wilhelm Gerhard Walpers. Cuphea hookeriana ingår i släktet blossblommor, och familjen fackelblomsväxter. Utöver nominatformen finns också underarten C. h. ixodes.